# Martti Nieminen
Martti Nieminen (Salo, Finlandia, 3 de noviembre de 1891-Helsinki, 29 de marzo de 1941) fue un deportista finlandés especialista en lucha grecorromana donde llegó a ser medallista de bronce olímpico en Amberes 1920.

## Carrera deportiva
En los Juegos Olímpicos de 1920 celebrados en Amberes ganó la medalla de bronce en lucha grecorromana estilo peso pesado, tras su compatriota el también finlandés Adolf Lindfors (oro) y el danés Poul Hansen (plata).